# Allan Nyom
Allan Nyom, né le 10 mai 1988 à Neuilly-sur-Seine, est un footballeur et acteur international camerounais qui évolue au poste d'arrière droit.

## Biographie

### Débuts en France
Nyom a grandi à Paris et est originaire du quartier de Quai de la Gare dans le 13e arrondissement. Il a grandi à Villejuif dans le Val de Marne. 
Formé à l'AS Nancy-Lorraine, Allan ne se voit pas proposer de contrat professionnel par le club lorrain. En juillet 2008, il rejoint l'AC Arles, en National, où il dispute 37 matchs de championnat et permet au club de terminer troisième et d'obtenir l'accession en Ligue 2.

### Aventure espagnole
Nyom rejoint alors le club italien de l'Udinese Calcio pour cinq ans, mais est tout de suite prêté pour deux ans à un club filiale, le Grenade CF en Espagne.
Le club ibérique qui évolue en Segunda Division-B, termine premier de son groupe et obtient ensuite sa promotion en Liga Adelante.
Nyom, qui s'est parfaitement adapté, remet ça avec ses camarades la saison suivante et termine 4e de Liga Adelante avec Grenade, se qualifiant pour les playoffs en vue de la montée en Liga BBVA. Playoffs, qu'ils remportent afin d'accéder à l'échelon supérieur.
À la suite de à la 3e journée de Liga 2014-2015 face à Villarreal, il fait le « buzz » pour deux gestes insolites : un sprint pour éviter un carton jaune et une simulation.

## Palmarès
- Espagne : Grenade CF
  - Champion de Segunda Division-B (Groupe IV) en 2010.
- Cameroun (équipe nationale)
  - Champion du tournoi amical LG Cup en 2011 (Maroc).

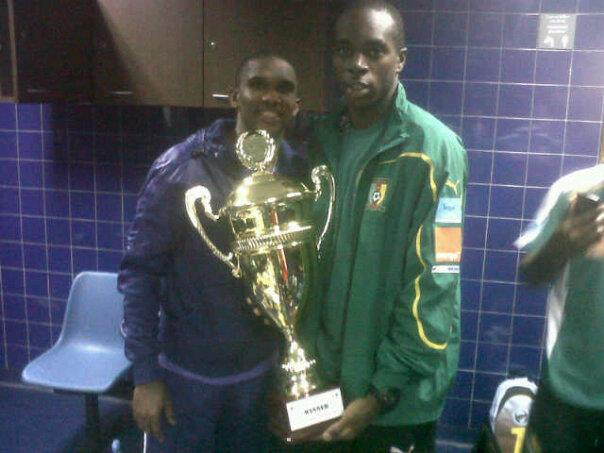
Nyom portant la coupe aux côtés de Samuel Eto'o.